# Gare de Damiatte - Saint-Paul
Gare de Damiatte - Saint-Paul vasútállomás Franciaországban, Damiatte településen.

## Vasútvonalak
Az állomást az alábbi vasútvonalak érintik:
- Montauban-Ville-Bourbon-La Crémade-vasútvonal

## Kapcsolódó állomások
A vasútállomáshoz az alábbi állomások vannak a legközelebb:
- Gare de Vielmur-sur-Agout
- Gare de Lavaur